# Марков, Григорий Тимофеевич
Григорий Тимофеевич Марков  (08.01.1909, Амурская область, Кумарский район, село Буссе —1981) — доктор технических наук, заслуженный деятель науки и техники РСФСР, профессор, зав. кафедрой антенно-фидерных устройств Московского энергетического института (1957—1975) и создатель научной школы этого института в области электродинамики и антенной техники.

## Биография
Григорий Тимофеевич Марков родился в 1909 году в семье крестьян. Окончил сельскую школу и школу 2-й ступени города Благовещенска. С 1929 по 1934 год учился в Московском техникуме связи, потом, по специальности радиоинженер — в Московском институте инженеров связи (ныне Московский технический университет связи и информатики).
Был призван на фронт Великой Отечественной войны в июле 1941 года. В звании капитана служил в батальоне связи, изготовлял антенны связи, а также запасные части к ним. В 1945 году находился на японском фронте в составе оперативной группы наркома связи по Дальнему Востоку.
После демобилизации по приглашению профессора Александра Казанцева работал на радиотехническом факультете в Московском энергетическом институте (ныне Национальный исследовательский университет «МЭИ»). С 1957 по 1975 год занимал должность заведующего кафедры антенных устройств и распространения радиоволн.

## Научная деятельность
Под руководством Маркова Г. Т. на кафедре антенных устройств и распространения радиоволн было защищено более тридцати работ на соискание ученых степеней кандидата и доктора технических наук. Учеником Г. Маркова был и профессор Петров Борис Михайлович. В течение 19 лет Марков Г. Т. был деканом радиотехнического факультета МЭИ. В разное время был членом радиотехнической секции Научно-технического и Научно-методического советов Минвуза СССР, членом ВАК, руководил Всесоюзным семинаром высшей школы по прикладной электродинамике.
Область научных интересов: теория вибраторных, щелевых, штыревых антенн, антенных решеток, вопросы граничных задач электродинамики, антенны для ракет и космических аппаратов, кольцевые щелевые антенны сантиметрового диапазона.
Развил теорию излучения антенн, находящихся на поверхности металлических тел конической формы (ракет). Разработал методы расчета и проектирования антенных устройств на ракетах и космических аппаратах. Он считается основателем научной школы Московского энергетического института в области электродинамики и антенной техники.
С 1932 по 1947 годы занимался разработкой теории и практическим развитием техники коротковолновых связных антенн, включая: ромбическую антенну на низких опорах, направленные антенны вещательного диапазона. В этот период часть работ были посвящены общим вопросам теории проволочных антенн.
В МЭИ он занимался теорией и практическим созданием коротковолновых антенн: ромбовидные антенны на низких опорах, узконаправленные антенны, проволочные антенны. Также осуществлял научное руководство работами по антеннам в ОКБ МЭИ.
С 1957 по 1975 годы занимался созданием теории и техники специального класса антенн и глубокими исследованиями в области граничных задач электродинамики. На основе развитых им методов решения сложных задач теории антенн, ученики Григория Маркова создали множество теоретических работ. Труды Маркова широко используются при анализе новых проблем прикладной электродинамики и в XXI веке.
Руководил и принимал непосредственное участие в создании кольцевой щелевой антенны (длительное время являлась типовой), щелевой антенны сантиметрового диапазона. Развивал теорию и технику специального класса антенн для ракетно-космической техники (главной проблемой тогда был учёт влияния корпусов ракет, спутников и других объектов на излучение бортовых антенн).
По заданиям ОКБ-1 С. П. Королева (ныне Ракетно-косми́ческая корпорация «Энергия» имени С. П. Королёва) на кафедре Антенных устройств и распространения радиоволн (АУиРРВ) МЭИ под руководством Маркова Г. Т. совместно с антенным отделом ОКБ С. П. Королева (В. Эстрович, Г. Сосулин) были разработаны антенны для первых космических ракет и спутников Земли.

### Труды
Марков Г. Т. является автором более 50 научных трудов, включая:
- Марков Г. Т., Петров Б. М., Грудинская Г. П.. Электродинамика и распространение радиоволн. — М.: Сов. радио. 1979, — 376 с.
- Antennák. G. T. Markov ; Ford. Szabó György. — Budapest : Műszaki könyvkiadó, 1963. — 351 с.
- Марков Г. Т. Чаплин А. Ф. Возбуждение электромагнитных волн. Изд-во «Энергия», 1967 г. — 191 с.

## Награды и звания
- Орден «Знак Почета»[2]
- «Заслуженный деятель науки и техники РСФСР»[2]
- Медаль «За победу над Германией в Великой Отечественной войне 1941—1945 гг.»[1]